# Acantholimon iconicum
Acantholimon iconicum är en triftväxtart som först beskrevs av Pierre Edmond Boissier, och fick sitt nu gällande namn av Pierre Edmond Boissier och Theodor Heinrich von Heldreich. Acantholimon iconicum ingår i släktet Acantholimon och familjen triftväxter. Inga underarter finns listade i Catalogue of Life.